# 豐橋鐵道
豐橋鐵道股份有限公司（日语：／ Toyohashi Tetsudō */?）是一間位於愛知縣豐橋市與田原市，營運鐵路和軌道的鐵路公司。該公司是名古屋鐵道的連結子公司，總部位於愛知縣豐橋市的豐橋站前的豐鐵總部大樓。而該公司的愛稱及略稱是豐鐵（日语：／）。

## 歷史
2024年3月17日，豐橋鐵道迎來公司開業的100周年，並於當日舉行紀念典禮。

## 鐵路及軌道事業

### 路線

路線圖

#### 營業路段
| 中文線名 | 日文線名 | 起點        | 終點           | 距離（公里） |
| -------- | -------- | ----------- | -------------- | ------------ |
| 渥美線   |          | 新豐橋（1） | 三河田原（16） | 18.0         |
| 東田本線 |          | 站前（1）   | 赤岩口（13）   | 5.4          |

## 外部連結
- 豐橋鐵道官方網站（页面存档备份，存于）